# Beatrice Brigden
Beatrice Alice Brigden (Hastings, Ontario, 30 de enero de 1888 - Winnipeg, Manitoba, 22 de febrero de 1977) fue una reformista social canadiense, pionera feminista y política. Fue una radical para su tiempo, defendiendo el derecho al acceso a métodos anticonceptivos, la paridad intelectual de mujeres y hombres y la seguridad económica femenina entre muchos otros temas.

## Trayectoria
Empezó su carrera como reformista social bajo la dirección del evangelio social de la iglesia metodista pero se dirigió más hacia a la izquierda por su trabajo con inmigrantes y peones, puesto que la iglesia no apoyaba reformas sociales y económicas suficientes.
Fue una de los primeros miembros de la "Brandon Labor Church" y fundadora tanto del "Foro Popular del Speaker's Bureau" como de la "Labor Women’s Social and Economic Conference", fusionada más tarde con la "Co-operative Commonwealth Federation" sección Manitoba.
Además de sus muchos programas para mujeres, Brigden también era una de las fundadoras de los "Centros de amistad de indios Métis".
Su biógrafa, Allison Campbell escribió de ella: "Para los estándares de su tiempo,  ser ambiciosa, intencionadamente soltera, determinadamente autosuficiente y continuamente franca era suficiente causa para ser etiquetada como radical". La reforma social, no fue una afición para complementar su vida como esposa, fue su carrera.

## Biografía
Beatrice Alice Brigden fue hija de William Brigden y Sarah Jane Wood, a la edad de un año su familia se mudó a una granja aproximadamente 20 millas al norte de Deloraine, Manitoba.
En 1908, comienza su escolarización en la Universidad de Albert en Belleville (Ontario), estudió artes y expresión vocal. Un año después se traslada a la Brandon University y en 1910 se gradúa con el diploma del Departamento de Expresión y Cultura Física en aptitud en discurso público.
Un año más tarde comienza a estudiar en el Conservatorio Real de Música de Toronto, siendo allí donde parte de su formación de estudiante incluía visitar hospitales y fábricas locales, probablemente con el propósito de proporcionar a trabajadores y pacientes una "diversión estimulante". Esto llevó a Brigden a comenzar a interesarse y aprender sobre la injusticia social y da nacimiento a su conciencia social, al observar de primera mano las condiciones sanitarias pésimas, las condiciones laborales esclavizantes y las diferencias en las clases laborales. Se graduó con un grado en psicología y expresión vocal del Conservatorio en 1912. Durante el año que estudió en Brandon, su familia se mudó allí y allí se quedaron hasta la década de los 1930s.
La madre de Brigden era cuáquera y su influencia se puede ver en el desarrollo de sus ideas en la participación política, pacifismo e igualdad sexual; la influencia metodista de su padre tuvo impacto en el ámbito económico. Ella se unió a varias organizaciones, incluyendo la sociedad Misionera de las Mujeres, la Liga Epworth, el coro de iglesia, la organización templanza y los Templarios Reales, donde asumió puestos de liderazgo para aprender sobre la administración y el orden.
Estas organizaciones usaban las enseñanzas de evangelio social, proporcionando una justificación religiosa para hablar sobre las preocupaciones sociales y construyendo una fundación moral, la cual podría definir las mejoras en situaciones económicas y sociales. En esta atmósfera, Brigden empezó a negociar con la Iglesia Metodista, para enseñar pureza social, en 1913.
En 1914, Brigden empezó a entrenar en La Crosse, Wisconsin como trabajadora de servicio social Metodista, bajo un estudio dirigido por ella misma sobre las leyes que gobiernan el comportamiento sexual y libros sobre la psicología del sexo. Sus estudios la llevaron a un enfoque diferente que sus jefes Metodistas, quienes querían redimir almas, y aunque Bridgen lo veía como importante,  reconoció que enfrentar los problemas económicos era mucho más importante para un verdadero cambio, lo cual la llevó hacia la política. Una de las influencias, para su divergencia en esta etapa temprana, fue Jane Addams,  a quién Brigden visitó en la Hull House, a pesar de las objeciones de su empresario. Había pocas predecesoras en el grupo de trabajadores sociales Metodistas y Brigden fue responsable de su itinerario, así como de escribir sus conferencias y crear los materiales propagandísticos necesarios. Algunas de sus conferencias fueron presentadas como panfletos de servicio social en la iglesia. Sus charlas estaban dedicadas a las mujeres, ya que le prohibieron dirigirse a los hombres, y como era lo común en la época, las conferencias no trataban sobre la responsabilidad de los hombres y su comportamiento sino sobre enseñar a las mujeres a ser “guardianes de la virtud”. Sus temas fueron considerados escandalosos para esa época: alcoholismo, enfermedades de transmisión sexual, madres solteras, igualdad en el derecho de las mujeres de participar en trabajo, derecho al control natal y elección para determinar el tamaño de la familia.
Pasó seis años dando conferencias sobre educación sexual y enfermedades sociales en varias partes de Canadá. Brigden se sintió cada vez más alejada de la iglesia y más identificada con el socialismo.  Después del fin de la Primera Guerra Mundial,  cuestionó el propósito de la guerra y atribuyó la falta de compromiso por la paz y el desarme, en parte, al fracaso de la Iglesia en apoyar la paz y hablar sobre el daño causado por la guerra. Fue vista como radical por miembros de la iglesia conservadora quienes no creyeron que la misión de la iglesia se extendía más allá del ámbito espiritual.  Estas preocupaciones se agravaron cuando la iglesia Metodista no proporcionó una respuesta significativa para ayudar los manifestantes de la Huelga General de Winnipeg, de 1919, y a sus partidarios,  de Brandon, Manitoba; y por su preocupación constante sobre la oportunidad limitada, que tenía como mujer, en términos de seguridad financiera. Beatrice renunció después de seis años y se unió la Iglesia del Trabajo de Brandon donde fue miembro de 1920-1928.
La Iglesia del Trabajo de Brandon nació, después de la huelga de 1919, pero no a causa de la huelga. Más bien, fue el detonador para formalizar una organización que ya venía funcionando informalmente desde hacía varios años. El movimiento de la Iglesia del Trabajo empezó en Europa en el siglo anterior y se convirtió en vínculo entre la creencia de Brigden en el evangelio social y su necesidad de actuar en política. Aunque la Iglesia del Trabajo limitó las funciones que podía ejercer y los puestos que podía alcanzar, como lo había hecho la Iglesia Metodista, la filosofía social de la Iglesia del Trabajo estaba más en acorde con la suya y su deseo de ayudar las clases trabajadoras y a los inmigrantes. Organizó grupos de estudio y programas para niños en la iglesia y trabajó con su ministerio socialista hasta que dicha iglesia dejó de existir en 1928.
En 1921 Brigden daba clases para niños con problemas de desarrollo en el sector escolar local, así como el cuidado de sus padres y rechazó una oferta para postularse en las listas del Partido Obrero Dominion, pero sí aceptó trabajar en la campaña de Robert Forke con la boleta Progresiva, la cual, él ganó fácilmente. En la década de 1920 organizó el Foro Popular del Speaker's Bureau, el cual incluyó a personas como John Queen, Anna Louise Fuerte, Frank Underhill, J. S. Woodsworth, entre otros. El foro no fue afiliado específicamente con ningún partido, pero sus posturas, claramente, apoyaban a los trabajadores. La organización patrocinó muchas conferencias tratando de situaciones sociales y económicas del trabajo de las mujeres.
Estableció la "Conferencia Social y Económica de las Mujeres del Trabajo" (LWSEC) en 1922, en un intento de corregir la desigualdad entre la educación política de hombres y mujeres, y proporcionar a las mujeres confianza en sí mismas. La organización se extendió por el oeste de Canadá, y hubo capítulos en cada ciudad importante. La LWSEC estudió una gran variedad de asuntos, desde el acceso a anticonceptivos, sueldos justos, asuntos legales, cuidado de la salud, cuidado dental, hospitales patrocinados por el gobierno, seguro de deuda agrícola, carencia de riego, y mercados cooperativos, libros de texto gratuitos, hasta la igualdad intelectual de hombres y mujeres. A mitad de la década de 1930, el grupo fue fusionado con la Federación Cooperativa de la Commonwealth.
Cuando la Iglesia del Trabajo, cerró en 1928, Brigden empezó a trabajar para la Comisión de Seguro de Desempleo y como trabajadora social para la Iglesia Unida de Cristo. En 1930, se postuló como primera candidata del Partido Laboral Federal de Brandon, con una plataforma de agricultura y trabajo, pero perdió, contra el candidato conservador David Wilson Beaubier Fue una de las, únicamente diez, candidatas ese año, entre las cuales, solo una ganó un puesto federal. Después de que perdió la elección de 1930,  se mudó a Winnipeg y empezó mandar artículos a los periódicos laborales incluyendo a ILP Noticias Semanales y el Manitoba Commonwealth.
En 1933,  fue una de, las 21 mujeres, quienes fueron a la Conferencia del Cooperativo Commonwealth de la Federación en Regina, para, formalmente, fundar el partido y lanzar el Manifesto Regina. En 1936, Brigden se postuló como Candidata del ILP-CCF en la elección general. En una entrevista que le hicieron ese año declaró que trabajaba para la "Comisión de Derechos Humanos de Manitoba" y que había sido empleada por la organización desde su fundación. No ganó la elección, pero continuó postulándose en elecciones nacionales y regionales.
En 1947, Brigden fue al Primer Congreso Interamericano de Mujeres, en Ciudad de Guatemala, Guatemala, como la delegada para el Consejo Local de Mujeres de Winnipeg. La conferencia fue convocada por la liga Internacional de las Mujeres para la Paz y la Libertad para hablar sobre los asuntos de las mujeres, pacifismo y promover políticas interamericanas para discutir el armamento, derechos humanos, seguridad económica, y muchos otros temas. Entre 1954 y 1958, Brigden sirvió en el Comité Indio y Métis, aunque no era una aborigen, ni lo era nadie de los miembros de comité, . Fue reconocida como una defensora de los derechos de las mujeres y los aborígenes; impulsó la apertura de Centros de Amistad Indios-Métis para dirigir las necesidades de personas aborígenes urbanas. En 1958, después de que cuatro años de planeación, una resolución fue pasada para abrir un centro de remisión para ayudar las personas nativas que se trasladaban a las áreas urbanas a acceder a los servicios sociales disponibles. El primer centro abrió en 1959. Continuó siendo activa en el Comité y asistió a Conferencias para el Comité Indios y Métis hasta 1969.
Brigden trabajó, en varios medios, para muchos grupos de mujeres. Fue Presidenta del Consejo de Mujeres, organizadora del Consejo Provincial de Mujeres, miembro y delegada en reuniones internacionales para el club de las Mujeres Universitarias, Presidente de las Artes y Comité de Letras del Consejo Nacional de Mujeres, miembro de la "Liga Internacional de Mujeres por la Paz y la Libertad", organizadora de la SHARE y Club de Puerta Abierta para la "Asociación Canadiense de Salud Mental", fundadora de los Centros de la Amistad Indio-Métis y organizadora de los Parlamentos Modelo de las Mujeres.
El CFF se refundó como el "Nuevo Partido Democrático de Manitoba" en 1961 y quedó activo hasta 1975. En 1970, Brigden fue honrada por la sociedad Histórica de Manitoba al recibir una Medalla Centenaria. También recibió el Premio Golden Boy de Manitoba en reconocimiento de sus esfuerzos cívicos. La Universidad de Brandon le otorgó un grado honorífico, en 1973. Escribió su autobiografía titulada La campaña de Una Mujer por la Pureza Social y Reforma Social.
Brigden murió el 22 de febrero de 1977 en Winnipeg, Canadá y fue enterrada en el cementerio Napinka.